# Cosimo Giordano
Cosimo Giordano (Cerreto Sannita, 15 ottobre 1839 – Isola di Favignana, 14 novembre 1888) è stato un brigante italiano, già membro dell'esercito delle Due Sicilie e autore di diversi omicidi, furti e sequestri. Nel 1884 fu riconosciuto colpevole di numerosi reati tra i quali estorsione, furto, omicidi volontari (di cui uno aggravato perché preceduto da un agguato) e per questo fu condannato alla pena dei lavori forzati a vita con sentenza della Corte di Assise..

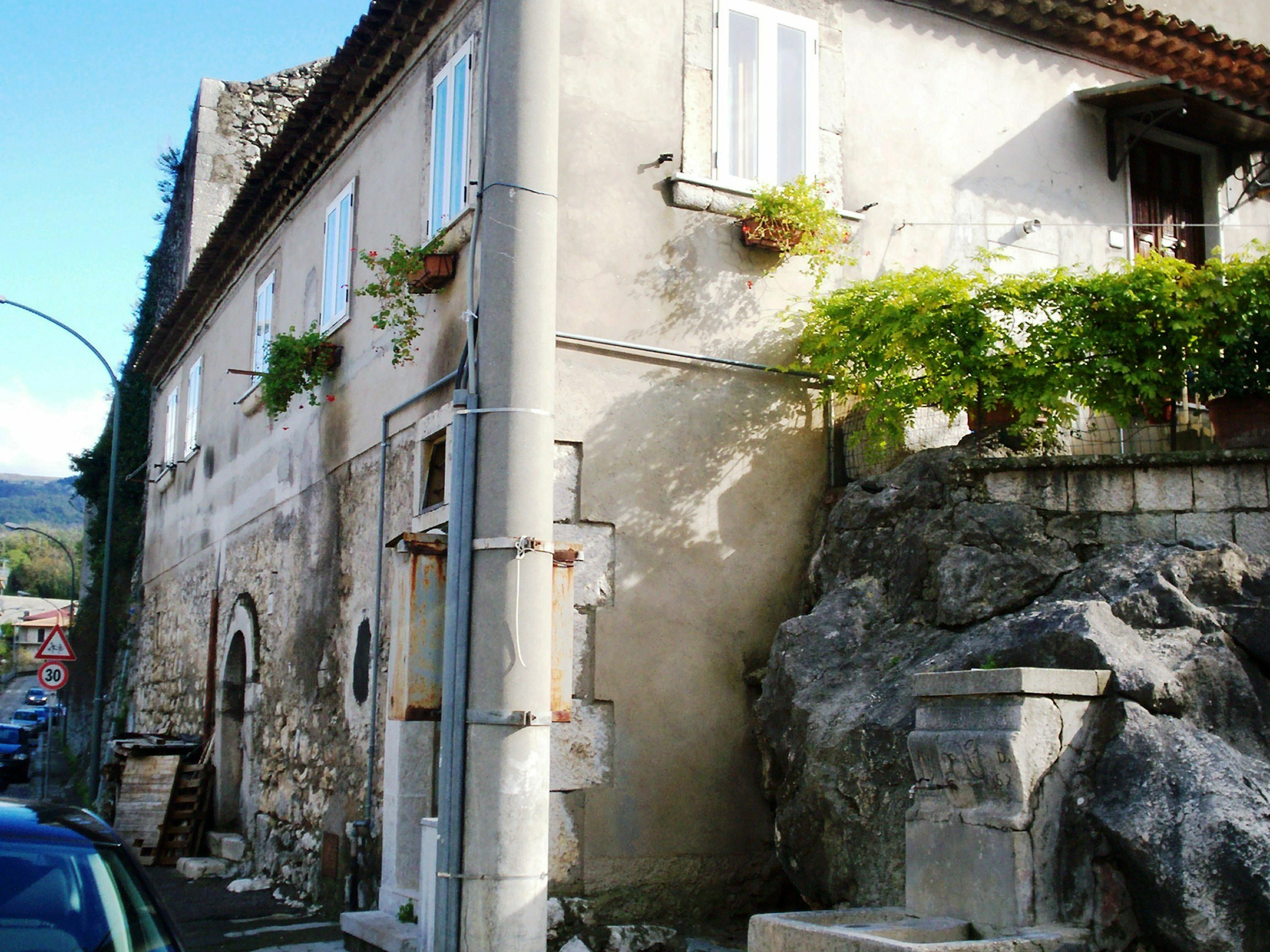
La casa di Cosimo Giordano in Cerreto Sannita.

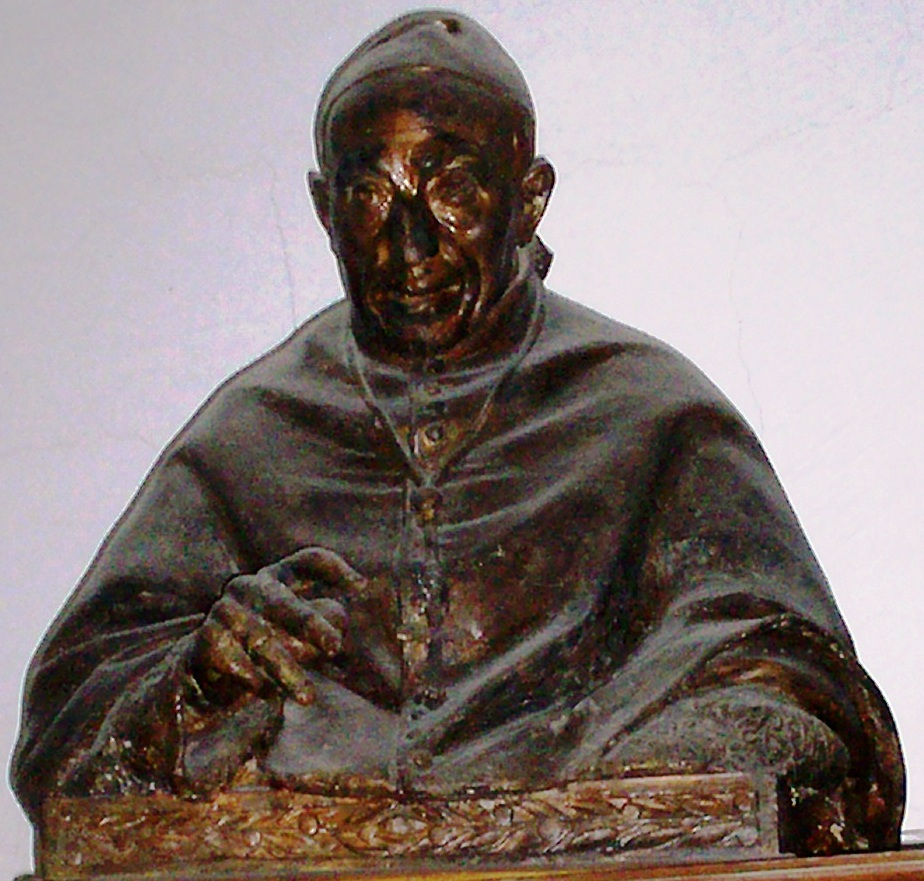
Il vescovo Luigi Sodo, accusato ingiustamente di favoreggiamento verso i briganti.

Michele Ungaro, più volte deputato al Parlamento.

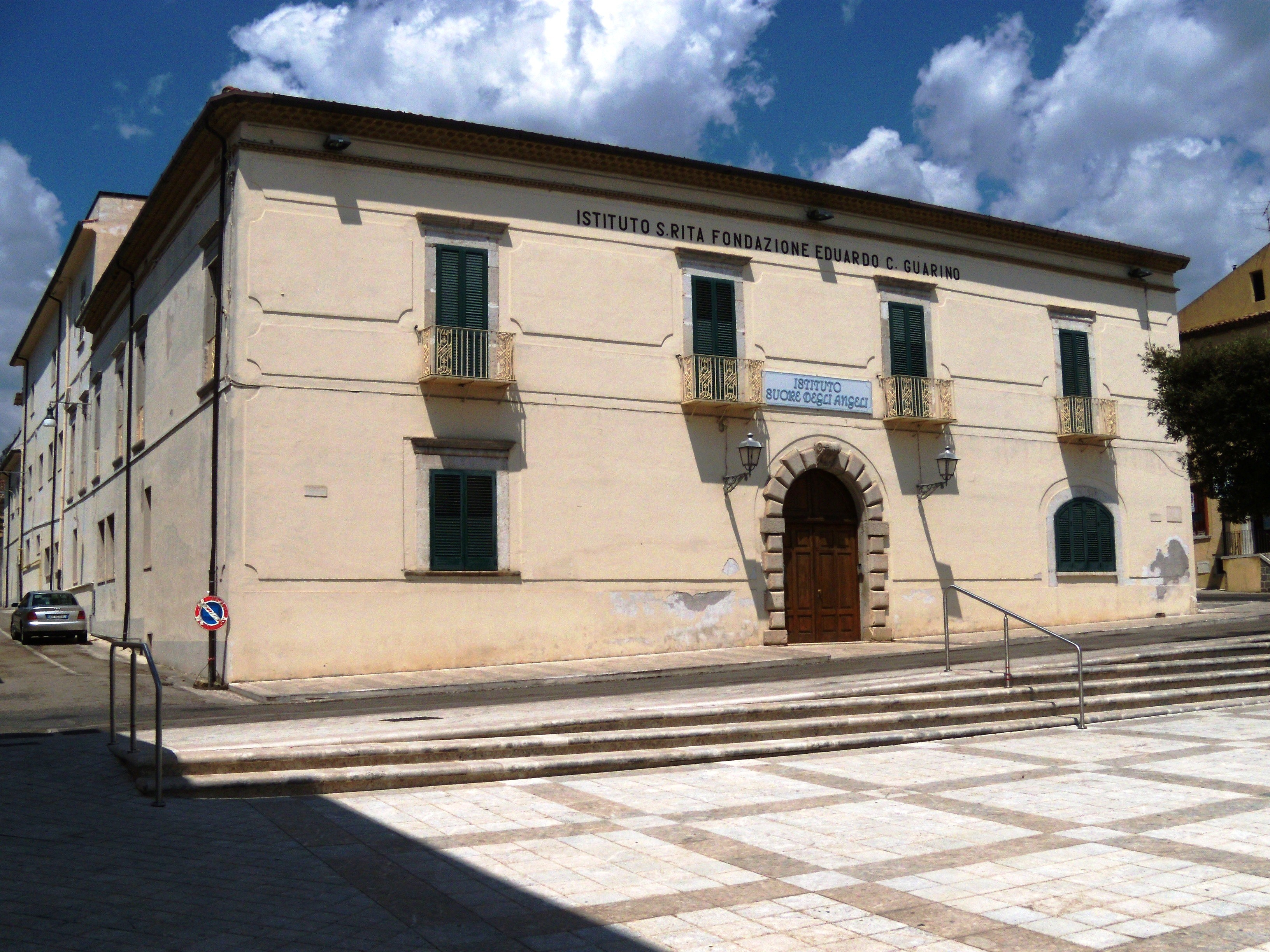
Il palazzo dove ebbe sede la Sottoprefettura a Cerreto Sannita durante gli anni di brigantaggio di Cosimo Giordano.

La sua figura è connessa alla strage di quaranta soldati italiani e quattro carabinieri a Pontelandolfo e Casalduni, che ebbe come conseguenza la strage di civili ordinata dal generale Enrico Cialdini ai danni delle popolazioni dei due comuni.
Nel 2016 la Giunta comunale di Cerreto Sannita ha proposto di dedicargli una piazzetta del centro storico nei pressi della sua casa natale. Gli storici locali tuttavia hanno sempre evidenziato, anche di recente, la ferocia dell'azione del Giordano che spesso effettuava "orrendi delitti e ricatti" a danno anche di persone povere. L'intitolazione di una strada al Giordano "tra l'altro, mortificherebbe il senso civico e morale dei cerretesi". Avverso la proposta di intitolazione della piazza al Giordano, alcuni cittadini cerretesi hanno depositato dei ricorsi presso la Prefettura di Benevento sottolineando, tra l'altro, che il Giordano "non fu mai protagonista di gesta eroiche o patriottiche ma solo di una lunga scia di omicidi, furti e sequestri".

## Biografia

### Dal primo omicidio ai fatti di Pontelandolfo e Casalduni
Figlio di Generoso e di Concetta Isaia, nel 1855 a soli sedici anni uccise un uomo: Giuseppe Baldini, che aveva ammazzato il padre perché debitore di alcuni carlini. Per quest'omicidio fu però assolto dalla Corte penale di Napoli. Divenuto stalliere e garzone, a venti anni entrò a far parte del corpo borbonico dei Carabinieri a cavallo grazie anche alla sua costituzione fisica. Durante la battaglia del Volturno venne premiato al grado di capitano da Francesco II delle Due Sicilie per il coraggio e l'impegno dimostrato. Dopo la guerra, a Napoli venne accusato del furto di una valigia che conteneva 800 ducati. Successivamente tornò nel suo paese natale.
Cerreto Sannita fu protagonista di un tentativo di reazione legittimista il 27 settembre 1860 quando alcuni contrabbandieri, incoraggiati da voce secondo le quali delle truppe borboniche marciavano da Amorosi verso San Salvatore Telesino, assaltarono la locale stazione della guardia nazionale armandosi dei fucili e delle armi ivi presenti. Successivamente gli insorti costrinsero la banda musicale a seguirli sino alla piazza antistante la Cattedrale. Indotti dal vescovo Luigi Sodo a disperdersi, si ritrovarono davanti al palazzo di Giacinto Ciaburro che venne assaltato e saccheggiato poco dopo la fuga, tramite il giardino, della famiglia. Il vescovo Sodo venne però accusato di essere stato l'ideatore della rivolta, e a seguito dell'emissione di un mandato di cattura, fuggì a Napoli il 7 novembre. Tornò in paese il 15 giugno 1861 ma dovette scappare di nuovo perché sospettato di favoreggiamento verso i briganti..
Per questa iniziativa reazionaria, Giordano fu arrestato per ben tre volte da Felice Stocchetti, 1º tenente della Legione del Matese, inviato per sedare i tumulti contro i piemontesi. Lo Stocchetti avrebbe dovuto procedere anche all'arresto del vescovo Luigi Sodo ma questi fuggì a Napoli. Il 10 maggio 1861 Giordano venne arrestato assieme al cognato, secondo alcuni storici in maniera pretestuosa e al solo fine di far restare sola la bella cognata che era al centro delle attenzioni di una persona importante ed influente. Dopo l'ennesimo mandato di cattura iniziò la sua latitanza sui monti del Matese dove assieme ad altri filo borbonici formò una banda per sollevare la popolazione locale contro il nuovo governo. In poco tempo la banda si arricchì di uomini provenienti da Solopaca, Pietraroja, San Lorenzo Maggiore e Morcone e divenne una delle protagoniste del brigantaggio postunitario.
Già a partire dagli ultimi mesi del 1860 la folta banda di briganti comandata dal cerretese Cosimo Giordano, andava incitando le popolazioni locali alla rivolta contro l'esercito piemontese. Così nell'agosto 1861 importanti tentativi di rivolta si ebbero nei comuni di Pontelandolfo (7-9 agosto) e Casalduni (11 agosto). Ma mentre a Pontelandolfo furono commessi solo alcuni omicidi di traditori e spie per mano del Giordano e dei suoi uomini, a Casalduni invece la popolazione trucidò, una volta fatti prigionieri, ben quaranta soldati, quattro carabinieri e un luogotenente di fanteria. In risposta il 14 agosto all'alba un battaglione di cinquecento soldati comandato dal colonnello Pier Eleonoro Negri, trovò vendetta sull'incolpevole popolazione di Pontelandolfo, abbandonandosi a stupri ed uccisioni efferate mentre il paese veniva dato alle fiamme.
Forse a causa della inattività delle amministrazioni comunali di fronte al fenomeno del brigantaggio, il sottoprefetto di Cerreto cav. Ruffo inviò una circolare con la quale invitava i sindaci a collaborare per reprimere il brigantaggio.

### Le estorsioni e l'appoggio dei politici locali
Nel 1862 il Giordano tornò a Cerreto Sannita dove ricattò Giovanni Mastrobuoni ed il giudice De Gennaro. A giugno fu ammazzato il liberale e politico Nunziante Ciffarelli mentre a settembre avvenne uno scontro armato fra la banda del Giordano ed alcuni cittadini di Guardia Sanframondi fra i quali il sindaco Giovanni Pingue ed il capitano della locale Guardia Nazionale Raffaele Pigna, nonché il Capitano della Guardia Nazionale di San Lorenzo Maggiore Giuseppe Brizio Cinquegrani.
Negli anni successivi molte bande di briganti vennero arrestate grazie alla repressione guidata dal generale Pallavicini ed il Giordano, per evitare l'arresto, abbandonò la zona di Cerreto Sannita per migrare mascherandosi da venditore ambulante e cantastorie con tanto di barba finta.
Tornò nel suo paese natale nel 1865 facendo nuovi ricatti ed estorsione. Alcuni storici fanno notare come il ritorno del Giordano sia coinciso con le elezioni parlamentari dove era candidato Michele Ungaro, potente signore locale che viene indicato dal Fiorillo come il "protettore" di Cosimo Giordano e che di fatto, grazie all'omicidio del Ciffarelli, era rimasto l'unico candidato del collegio.
L'anno successivo il Giordano sostò per lungo periodo a Roma dove, vestito in maniera elegante, frequentava personalità politiche legate ai Borbone. A luglio tornò a Cerreto Sannita per nuovi ricatti poi tornò a Roma per poi emigrare a Londra.
Nel 1867 per due anni sostò a Marsiglia col falso nome di Giuseppe Pollice. Nel frattempo nel Matese si andava intensificando la lotta al brigantaggio e in tale direzione furono emesse numerose circolari dalla Sottoprefettura di Cerreto Sannita. La n. 788 del 5 settembre 1868 recita:
Le taglie messe sui capi briganti, le assenze continue del Giordano e del Pilucchiello e la collaborazione della popolazione iniziarono a minare l'unità della banda.

### L'arresto, la condanna e la morte
Nel 1880 il Giordano tornò a Cerreto Sannita estorcendo in un solo giorno 16 000 lire, una cifra esorbitante per l'epoca. In quello stesso anno si recò a Lione in Francia. Qui visse i suoi ultimi tempi di libertà perché, avendo riferito il suo vero nome alla donna che amava, questa ne informò le autorità italiane. Un commissario, fingendosi grossista di frutta ed interessato a stringere rapporti economici col Giordano, lo convinse a seguirlo in Italia dove a Genova venne arrestato il 25 agosto 1882.
Durante il processo fu difeso da Giuseppe D'Andrea, seguito da Michele Ungaro e Antonio Mellusi. Esattamente due anni dopo l'arresto, il 25 agosto 1884, la Corte di Assise pronunciò la sentenza di condanna ai lavori forzati a vita:
Tradotto nel carcere di Favignana, vi ebbe come compagno di prigionia l'avvocato Giuseppe Tardio, legittimista borbonico che aveva operato con una banda armata nel Distretto di Vallo in Cilento tra il 1862 e il 1863.
Giordano morì in carcere il 14 novembre 1888 alle ore 9,55.

## La banda Giordano
La banda di Cosimo Giordano era costituita dai seguenti briganti:
1. Alessandrelli Andrea, arrestato;
2. Alessandrelli Nicola, fucilato;
3. Amato Agostino, ucciso;
4. Amato Francesco, arrestato;
5. Amato Nicola, arrestato;
6. Barbieri Giovanni, fucilato;
7. Barbieri Saverio, arrestato;
8. Barbieri Vincenzo, arrestato;
9. Barile Antonio, emigrato;
10. Barile Libero Antonio, emigrato;
11. Barile Luigi, arrestato;
12. Barletta Giovanni;
13. Barone Vincenzo, arrestato;
14. Basile Francesco;
15. Bello Francesco, fucilato;
16. Bocchino Angelo, costituitosi;
17. Brino Angelo;
18. Buontempo Nicola, arrestato;
19. Canelli Tommaso, emigrato;
20. Caruso Vincenzo, costituitosi;
21. Ciarleglio Giuseppe;
22. Cimirro;
23. Cofrancesco Giuseppe;
24. Conte Domenico, fucilato;
25. Conte Gennaro, arrestato;
26. Crocco Giovanni, fucilato;
27. De Iorio Girolamo, arrestato;
28. Della Vecchia Carlo, catturato;
29. De Simone Luigi, ucciso;
30. Di Biase Angelo;
31. Di Biase Luigi, fucilato;
32. Di Crosta Bartolomeo, fucilato;
33. Di Crosta Domenico, arrestato;
34. Di Crosta Francesco;
35. Di Rubbo Gennaro, fucilato;
36. Di Rubbo Saverio (Bascetta);
37. Falaco Rosario;
38. Fappiano Costantino, emigrato;
39. Ferrazza Giovanni, fucilato;
40. Ferruccio Geremia, costituitosi;
41. Fidanza Carmine, costituitosi;
42. Finelli Saverio;
43. Florio Girolamo, arrestato;
44. Franco Pasquale, fucilato;
45. Fusco Domenico, fucilato;
46. Gaudio Tommaso, arrestato;
47. Giordano Antonio;
48. Giordano Domenico, fucilato;
49. Giordano Enrico, fucilato;
50. Giordano Pasquale, fucilato;
51. Giordano Tommaso, emigrato;
52. Gismondi Giovanni, arrestato;
53. Granitto Baldassarre, costituitosi;
54. Guerrasio Giuseppe;
55. Guerrera Antonio, arrestato;
56. Guerrera Domenico, arrestato;
57. Guerriero Antonio;
58. La Rosa Benedetto, fucilato;
59. Laurenza Filippo, fucilato;
60. Lena Antonio, costituitosi;
61. Lavorgna Filippo, emigrato;
62. Longo Michelangelo, fucilato;
63. Longo Vincenzo, fucilato;
64. Luciano Donato, fucilato;
65. Mancini Nicola;
66. Marazzi Vincenzo;
67. Marucci Domenico;
68. Massarelli Raffaele, costituitosi;
69. Mastroianni Domenico, emigrante;
70. Mastroianni Giuseppe, emigrante;
71. Mattei Filippo, fucilato;
72. Mattei Mariangelo, fucilato;
73. Matteo Leucio, fucilato;
74. Melillo Giuliano, arrestato;
75. Mendillo Pasquale (sciampagna);
76. Meoli Pasquale, fucilato;
77. Montanaro Carmine, arrestato;
78. Muccio Ferdinando;
79. Mugno Gerardo;
80. Narciso Pietro, suicidatosi;
81. Nardone Prospero (cardillo);
82. Nigro Giovanni;
83. Paglialonga Nicola;
84. Palumbo Francesco (farmacista);
85. Paoluccio Crescenzo;
86. Peritano Demetrio, arrestato;
87. Perugini Bartolomeo, fucilato;
88. Perugini Gregorio, fucilato;
89. Petroli Vincenzo;
90. Petronzi Vincenzo;
91. Pistacchi Salvatore;
92. Prece Pasquale;
93. Puzella Gennaro;
94. Ricigliano Clemente, fucilato;
95. Rinaldi Antonio, fucilato;
96. Rinaldi Salvatore;
97. Rinaldo Libero, fucilato;
98. Romano Nicola;
99. Ruzzo Libero;
100. Sagnella Silvestro;
101. Sanillo E., arrestato;
102. Santagata Vincenzo;
103. Santangelo Angelo, fucilato;
104. Sanzari Pasquale, emigrato;
105. Sasso Lorenzo, fucilato;
106. Sasso Zaccaria, fucilato;
107. Sciarra Giovanni, arrestato;
108. Seneca Pellegrino, costituitosi;
109. Sforza Angelo, fucilato;
110. Sforza Nicola, fucilato;
111. Sigismondi Tommaso;
112. Sorrentino Francesco;
113. Tacinelli Domenico;
114. Tammaro Tommaso;
115. Tommaso Michele, fucilato.

La banda era suddivisa in quattro brigate comandate da Cosimo Giordano, da Vincenzo Ludovico (Pilucchiello), da Errichiello e da Girolamo Civitillo.